# ヨーロピアン・プロフェッショナル・クラブ・ラグビー
ヨーロピアン・プロフェッショナル・クラブ・ラグビー（European Professional Club Rugby、略称：EPCR）は、ヨーロッパ地域のラグビーユニオンにおいて、2つのプロクラブ大会を運営している団体である。

## 概要
運営している2大会は、2022年から参加の南アフリカ共和国を含めた、ヨーロッパのクラブの頂点を目指す「ヨーロピアンラグビー・チャンピオンズカップ」と、その下位大会「EPCRチャレンジカップ」である。
EPCRの株主は、以下の9者。フランスラグビー連盟（FFR）、イタリアラグビー連盟（FIR）、アイルランドラグビー協会（IRFU）、ナショナルラグビーリーグ（LNR）、プレミアシップ・ラグビー・リミテッド（PRL）、PRO Rugby Championship DAC（URC）、イングランドラグビー協会（RFU）、スコットランドラグビー協会（SRU）、ウェールズラグビー協会（WRU）。
参加国のいずれにも本部が置かれないようにするため、本部はスイスのローザンヌにある。

## 新大会の創設
2025年5月24日、上記2大会のほかに、4年に一度開催の「Rugby World Club Cup（ラグビーワールドクラブカップ）」を2028年から創設することを発表した。
16チームで編成され、うち8チームは「ヨーロピアンラグビー・チャンピオンズカップ」から出場し、残り8チームはスーパーラグビー・パシフィック（ニュージーランド、オーストラリア、フィジーのプロクラブが参加）と日本（ジャパンラグビーリーグワン）から出場する、という発表内容。
しかし、2025年5月25日現在、スーパーラグビー・パシフィックとジャパンラグビーリーグワン側では、まだ承認していない段階であることが報じられた。

## 沿革
1995年にラグビーユニオンがプロ化（オープン化）へと転換した際に、ヨーロピアンラグビーカップ（European Rugby Cup、略称：ERC）が設立された。
2013-14シーズンまでは、ERCが「ハイネケンカップ（現・チャンピオンズカップ）」とその下位大会「ヨーロピアン・チャレンジカップ（現・EPCRチャレンジカップ）」を運営・主催していた。
トーナメント形式と収益分配のに関する意見の相違により、2014年にイングランドとフランスがERCを脱退し、ヨーロピアン・プロフェッショナル・クラブ・ラグビー（European Professional Club Rugby、略称：EPCR）を創設。
2014-15シーズンから、ERCに代わりEPCRが上記2大会の運営を開始。同時に、大会名が「ハイネケンカップ」から現在の「チャンピオンズカップ」へと変更された。下位大会は2021-22シーズンから「EPCRチャレンジカップ」となった。
2022-23シーズンから、南アフリカ共和国の4つのクラブチーム（ストーマーズ、ブルズ、シャークス、ライオンズ）は、スーパーラグビーから離脱し、EPCRの大会に合流した。2024-25シーズンではチーターズも下位大会に招待され出場している。
2025年5月24日、「Rugby World Club Cup（ラグビーワールドクラブカップ）」を2028年から創設することを発表した。